# Oasis du lac de Campolattaro
L'oasis du lac de Campolattaro (en italien : Oasi Lago di Campolattaro) est un 
espace naturel protégé créée en 2003 dans la province de Bénévent en Campanie,.

## Description
La zone sert à protéger l'écosystème de la zone humide créée par la plaine alluviale dans la vallée de la rivière Tammaro, un affluent du Calore Lucano,  et par le lac artificiel sur le territoire des communes de Campolattaro et Morcone. 
L'oasis fait partie de la zone de protection spéciale Invaso del Fiume Tammaro (ZPS-IT8020015) et est située dans le site d'importance communautaire  Alta Valle del Fiume Tammaro (SIC-IT8020001), toutes deux faisant partie du Réseau Natura 2000.

## Flore
Dans la zone marécageuse, on trouve une forêt hygrophile composée de saules, peupliers et aulnes, roseaux… La zone environnante est peuplée de chênes verts et pubescents, d'érables, de frênes…
Dans les prairies, on trouve des genêts et diverses espèces d'orchidées (Ophrys apifera, Ophrys fuciflora et Serapias vomeracea).

## Galerie

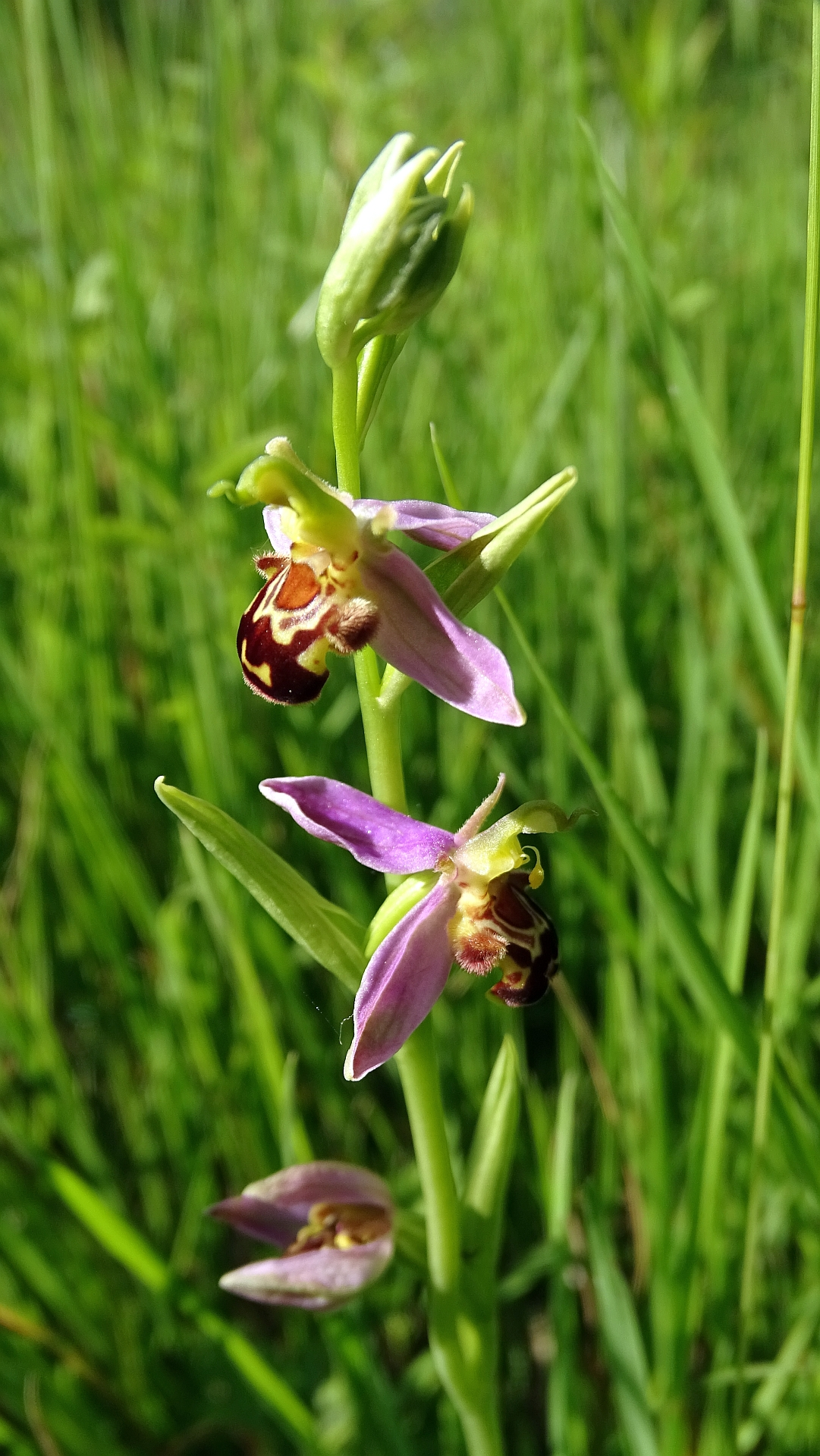
Ophrys apifera.
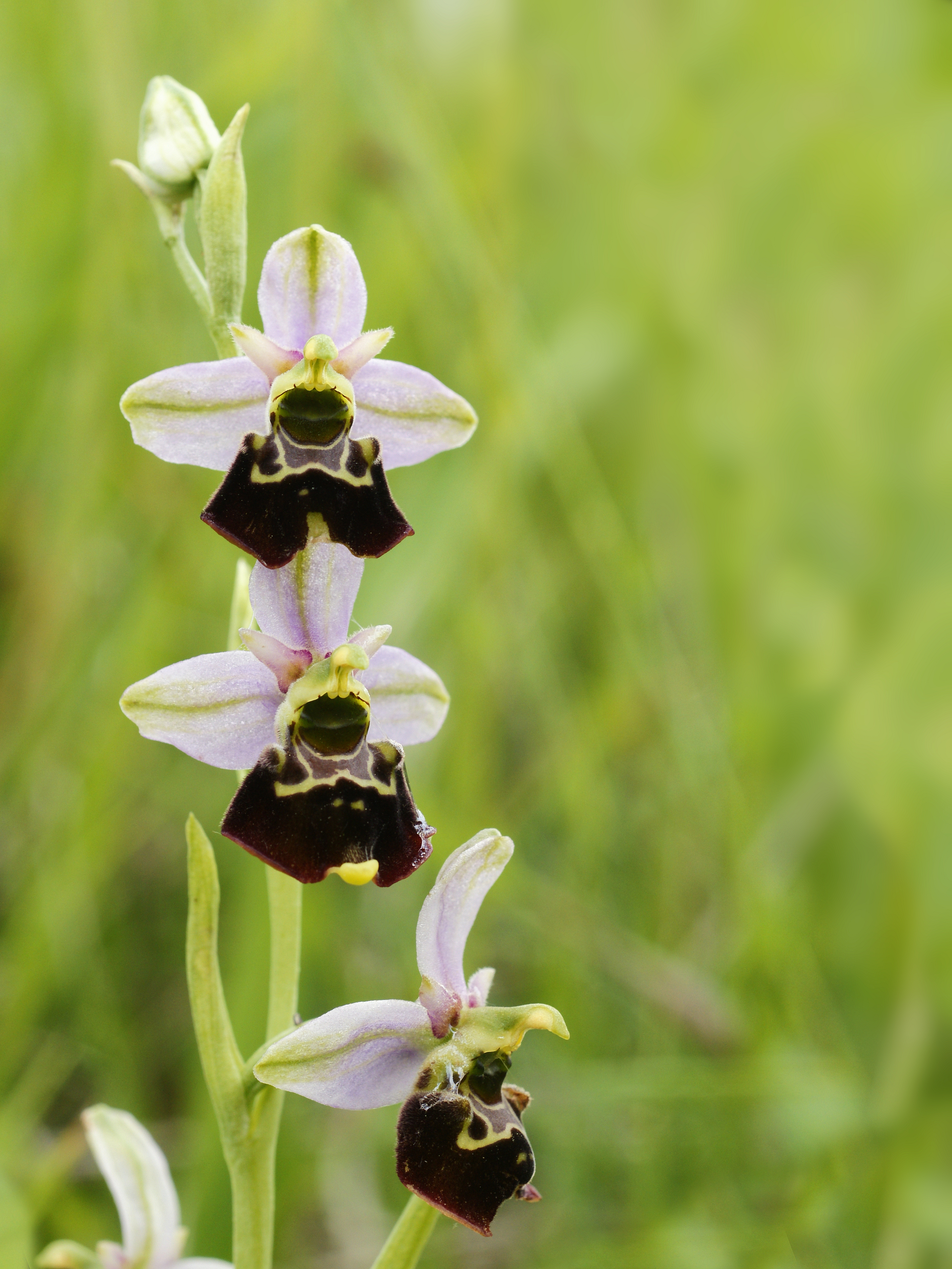
Ophrys ficiflora.
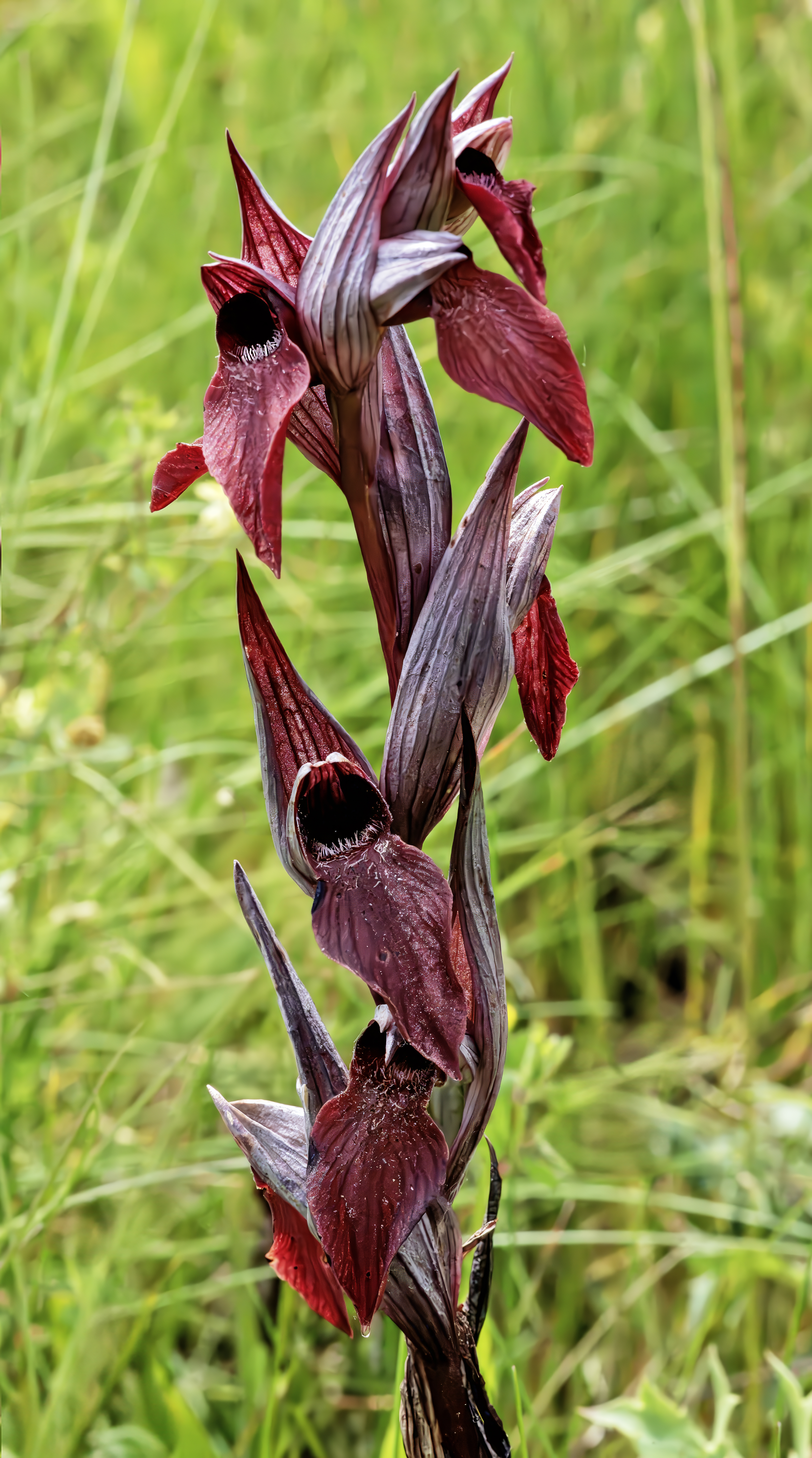
Serapias vomeracea.